# فرقه (شاخه)
فرقه (انگلیسی: Sect) زیرگروهی از یک نظام اعتقادی دینی، سیاسی یا فلسفی است که معمولاً شاخه‌ای از یک گروه بزرگ‌تر است. اگرچه این اصطلاح در ابتدا، یک طبقه‌بندی برای گروه‌های مذهبی به کار می‌رفت، اما اکنون می‌تواند به هر سازمانی اشاره کند که از یک سازمان بزرگتر جدا شده و از مجموعه‌ای از قوانین و اصول متفاوت پیروی کند. فرقه‌ها معمولاً به دلیل بدعت دینی توسط زیرگروه یا گروه بزرگ‌تر ایجاد می‌شوند.